# Landtagswahlkreis Vorpommern-Greifswald III
Der Landtagswahlkreis Vorpommern-Greifswald III (bis 2015: Ostvorpommern II) ist ein Landtagswahlkreis in Mecklenburg-Vorpommern. Er umfasst vom Landkreis Vorpommern-Greifswald die Gemeinde Heringsdorf sowie die Ämter Am Peenestrom,  Lubmin, Usedom-Nord,  und Usedom-Süd.

## Wahl 2021
Bei der Landtagswahl in Mecklenburg-Vorpommern 2021 gab es in diesem Wahlkreis folgendes Ergebnis:
| Partei               | Direktkandidat      | Erststimmen      | Zweitstimmen     |
| -------------------- | ------------------- | ---------------- | ---------------- |
| SPD                  | Falko Beitz         | 27,9 %           | 34,7 %           |
| AfD                  | Stephan Reuken      | 25,5 %           | 23,7 %           |
| CDU                  | Stefan Weigler      | 23,1 %           | 15,5 %           |
| Die LINKE            | Simone Dehn         | 7,9 %            | 7,4 %            |
| GRÜNE                | Christoph Wendtland | 3,9 %            | 3,8 %            |
| FDP                  | Ann-Kristian Hanell | 5,7 %            | 5,5 %            |
| NPD                  | –                   | -                | 1,3 %            |
| Tierschutzpartei     | –                   | -                | 1,9 %            |
| Freier Horizont      | –                   | –                | 0,1 %            |
| Die PARTEI           | –                   | –                | 0,5 %            |
| FREIE WÄHLER         | Gerd Ernst          | 1,9 %            | 1,0 %            |
| PIRATEN              | –                   | –                | 0,2 %            |
| LKR                  | –                   | –                | 0,0 %            |
| DKP                  | –                   | –                | 0,1 %            |
| Bündnis C            | –                   | –                | 0,1 %            |
| TIERSCHUTZ hier!     | –                   | –                | 0,6 %            |
| dieBasis             | Axel Kindler        | 2,3 %            | 1,8 %            |
| DiB                  | –                   | –                | 0,0 %            |
| FPA                  | –                   | –                | 0,0 %            |
| ÖDP                  | –                   | –                | 0,1 %            |
| Die Humanisten       | –                   | –                | 0,2 %            |
| Gesundheitsforschung | –                   | –                | 0,2 %            |
| Team Todenhöfer      | –                   | –                | 0,2 %            |
| UNABHÄNGIGE          | Sophie Maus         | 1,7 %            | 0,8 %            |
| Wahlberechtigte      | 46.340 Einwohner    | 46.340 Einwohner | 46.340 Einwohner |
| Wahlbeteiligung      | 70,8 %              | 70,8 %           | 70,8 %           |

## Wahl 2016
Bei der Landtagswahl in Mecklenburg-Vorpommern 2016 gab es folgende Ergebnisse:
| Partei           | Direktkandidat      | Erststimmen | Zweitstimmen |        |
| ---------------- | ------------------- | ----------- | ------------ | ------ |
| AfD              | Ralph Weber         | 35,3 %      | 32,3 %       |        |
| SPD              | Falko Beitz         | 17,8 %      | 18,8 %       |        |
| CDU              | Karl-Heinz Schröder | 19,0 %      | 17,7 %       |        |
| DIE LINKE        | Lars Bergemann      | 17,9 %      | 13,6 %       |        |
| NPD              |                     |             | 5,6 %        |        |
| GRÜNE            | Olaf Henrik Evers   | 2,8 %       | 3,3 %        |        |
| FDP              | Bernd Lange         | 3,4 %       | 2,8 %        |        |
| Die Achtsamen    | Harald Heß          | 3,8 %       | 1,3 %        |        |
| Tierschutzpartei |                     |             | 1,3 %        |        |
| FAMILIE          |                     |             | 0,9 %        |        |
| PIRATEN          |                     |             | 0,4 %        |        |
| ALFA             |                     |             | 0,3 %        |        |
| Die PARTEI       |                     |             | 0,3 %        |        |
| Freier Horizont  |                     |             | 0,3 %        |        |
| FREIE WÄHLER     |                     |             | 0,3 %        |        |
| Bündnis C        |                     |             | 0,1 %        |        |
| DKP              |                     |             | 0,1 %        |        |
| Wahlberechtigte  | 47115               | 47115       | 47115        | 47115  |
| Wahlbeteiligung  | 63,5 %              | 63,5 %      | 63,5 %       | 63,5 % |

## Wahl 2011
Bei der Landtagswahl in Mecklenburg-Vorpommern 2011 gab es folgende Ergebnisse:
| Partei          | Direktkandidat   | Erststimmen     | Zweitstimmen    |
| --------------- | ---------------- | --------------- | --------------- |
| SPD             | Jürgen Kanehl    | 24,5 %          | 28,2 %          |
| CDU             | Stefan Rudolph   | 31,1 %          | 27,0 %          |
| DIE LINKE       | Lars Bergemann   | 23,2 %          | 19,3 %          |
| NPD             | Enrico Hamisch   | 11,6 %          | 11,3 %          |
| GRÜNE           | Eckhard Wenzlaff | 7,3 %           | 6,3 %           |
| FDP             | Sigrun Reese     | 2,3 %           | 2,5 %           |
| FAMILIE         |                  |                 | 1,7 %           |
| PIRATEN         |                  |                 | 1,6 %           |
| FREIE WÄHLER    |                  |                 | 1,0 %           |
| Die PARTEI      |                  |                 | 0,3 %           |
| AB              |                  |                 | 0,3 %           |
| AUF             |                  |                 | 0,2 %           |
| REP             |                  |                 | 0,2 %           |
| APD             |                  |                 | 0,1 %           |
| PBC             |                  |                 | 0,1 %           |
| ödp             |                  |                 | 0,1 %           |
| Wahlberechtigte | 48847 Einwohner  | 48847 Einwohner | 48847 Einwohner |
| Wahlbeteiligung | 49,8 %           | 49,8 %          | 49,8 %          |

## Wahl 2006
Bei der Landtagswahl in Mecklenburg-Vorpommern 2006 kam es zu folgenden Ergebnissen:
| Partei          | Direktkandidat    | Erststimmen     | Zweitstimmen    |
| --------------- | ----------------- | --------------- | --------------- |
| CDU             | Matthias Lietz    | 36,5 %          | 31,8 %          |
| SPD             | Thomas Müller     | 25,2 %          | 25,0 %          |
| PDS             | Carola Kühn       | 17,0 %          | 16,1 %          |
| NPD             | Michael Gielnik   | 11,2 %          | 11,6 %          |
| FDP             | Thomas Wellendorf | 7,6 %           | 9,5 %           |
| GRÜNE           | Christa Labouvie  | 2,6 %           | 2,5 %           |
| FAMILIE         |                   |                 | 1,2 %           |
| GRAUE           |                   |                 | 0,6 %           |
| WASG            |                   |                 | 0,4 %           |
| Deutschland     |                   |                 | 0,4 %           |
| AGFG            |                   |                 | 0,2 %           |
| AB              |                   |                 | 0,2 %           |
| Bündnis für M-V |                   |                 | 0,2 %           |
| PBC             |                   |                 | 0,1 %           |
| APD             |                   |                 | 0,1 %           |
| Offensive D     |                   |                 | 0,1 %           |
| Wahlberechtigte | 50053 Einwohner   | 50053 Einwohner | 50053 Einwohner |
| Wahlbeteiligung | 56,6 %            | 56,6 %          | 56,6 %          |

## Wahl 2002
Bei der Landtagswahl in Mecklenburg-Vorpommern 2002 kam es zu folgenden Ergebnissen:
| Partei          | Direktkandidat   | Erststimmen     | Zweitstimmen    |
| --------------- | ---------------- | --------------- | --------------- |
| CDU             | Wolfgang Riemann | 41,7 %          | 39,5 %          |
| SPD             | Wolfgang Abraham | 34,8 %          | 34,2 %          |
| PDS             | Alexa Wien       | 17,4 %          | 15,7 %          |
| FDP             | Monika Gehm      | 6,1 %           | 4,7 %           |
| Schill          |                  |                 | 1,6 %           |
| GRÜNE           |                  |                 | 1,6 %           |
| NPD             |                  |                 | 1,2 %           |
| SPASSPARTEI     |                  |                 | 0,6 %           |
| REP             |                  |                 | 0,3 %           |
| Bürgerpartei MV |                  |                 | 0,3 %           |
| V.P.M.V.        |                  |                 | 0,2 %           |
| GRAUE           |                  |                 | 0,2 %           |
| PBC             |                  |                 | 0,1 %           |
| SLP             |                  |                 | 0,0 %           |
| Wahlberechtigte | 47508 Einwohner  | 47508 Einwohner | 47508 Einwohner |
| Wahlbeteiligung | 69,4 %           | 69,4 %          | 69,4 %          |